# Liste des communes de l'Ain
Pour les autres listes de communes françaises, voir Listes des communes de France.
| - L'Ain en France métropolitaine. - Carte des communes de l'Ain. |

Cette page liste les 391 communes du département français de l'Ain au 1er janvier 2025.

## Liste des communes
Le tableau suivant donne la liste des communes au 1er janvier 2025, en précisant leur code Insee, leur code postal principal, leur arrondissement, leur canton, leur intercommunalité, leur superficie, leur population et leur densité, d'après les chiffres de l'Insee issus du recensement 2022,.
| Nom                          | Code Insee | Code postal | Arrondissement  | Canton                              | Intercommunalité                      | Superficie (km2) | Population (dernière pop. légale) | Densité (hab./km2) | Modifier                                    |
| ---------------------------- | ---------- | ----------- | --------------- | ----------------------------------- | ------------------------------------- | ---------------- | --------------------------------- | ------------------ | ------------------------------------------- |
| Bourg-en-Bresse (préfecture) | 01053      | 01000       | Bourg-en-Bresse | Bourg-en-Bresse-1 Bourg-en-Bresse-2 | CA du Bassin de Bourg-en-Bresse       | 23,86            | 42 065 (2022)                     | 1 763              | modifier les données · modifier les données |
| L'Abergement-Clémenciat      | 01001      | 01400       | Bourg-en-Bresse | Châtillon-sur-Chalaronne            | CC de la Dombes                       | 15,95            | 859 (2022)                        | 54                 | modifier les données · modifier les données |
| L'Abergement-de-Varey        | 01002      | 01640       | Belley          | Ambérieu-en-Bugey                   | CC de la Plaine de l'Ain              | 9,15             | 273 (2022)                        | 30                 | modifier les données · modifier les données |
| Ambérieu-en-Bugey            | 01004      | 01500       | Belley          | Ambérieu-en-Bugey                   | CC de la Plaine de l'Ain              | 24,60            | 15 554 (2022)                     | 632                | modifier les données · modifier les données |
| Ambérieux-en-Dombes          | 01005      | 01330       | Bourg-en-Bresse | Villars-les-Dombes                  | CC Dombes Saône Vallée                | 15,92            | 1 917 (2022)                      | 120                | modifier les données · modifier les données |
| Ambléon                      | 01006      | 01300       | Belley          | Belley                              | CC Bugey Sud                          | 5,88             | 114 (2022)                        | 19                 | modifier les données · modifier les données |
| Ambronay                     | 01007      | 01500       | Belley          | Ambérieu-en-Bugey                   | CC de la Plaine de l'Ain              | 33,55            | 2 828 (2022)                      | 84                 | modifier les données · modifier les données |
| Ambutrix                     | 01008      | 01500       | Belley          | Ambérieu-en-Bugey                   | CC de la Plaine de l'Ain              | 5,22             | 764 (2022)                        | 146                | modifier les données · modifier les données |
| Andert-et-Condon             | 01009      | 01300       | Belley          | Belley                              | CC Bugey Sud                          | 6,94             | 335 (2022)                        | 48                 | modifier les données · modifier les données |
| Anglefort                    | 01010      | 01350       | Belley          | Plateau d'Hauteville                | CC Usses et Rhône                     | 29,26            | 1 150 (2022)                      | 39                 | modifier les données · modifier les données |
| Apremont                     | 01011      | 01100       | Nantua          | Nantua                              | CA Haut-Bugey Agglomération           | 14,57            | 399 (2022)                        | 27                 | modifier les données · modifier les données |
| Aranc                        | 01012      | 01110       | Belley          | Plateau d'Hauteville                | CA Haut-Bugey Agglomération           | 21,65            | 329 (2022)                        | 15                 | modifier les données · modifier les données |
| Arandas                      | 01013      | 01230       | Belley          | Ambérieu-en-Bugey                   | CC de la Plaine de l'Ain              | 14,10            | 140 (2022)                        | 9,9                | modifier les données · modifier les données |
| Arbent                       | 01014      | 01100       | Nantua          | Oyonnax                             | CA Haut-Bugey Agglomération           | 23,49            | 3 482 (2022)                      | 148                | modifier les données · modifier les données |
| Arbigny                      | 01016      | 01190       | Bourg-en-Bresse | Replonges                           | CC Bresse et Saône                    | 17,47            | 459 (2022)                        | 26                 | modifier les données · modifier les données |
| Arboys en Bugey              | 01015      | 01300       | Belley          | Belley                              | CC Bugey Sud                          | 22,49            | 688 (2022)                        | 31                 | modifier les données · modifier les données |
| Argis                        | 01017      | 01230       | Belley          | Ambérieu-en-Bugey                   | CC de la Plaine de l'Ain              | 7,84             | 420 (2022)                        | 54                 | modifier les données · modifier les données |
| Armix                        | 01019      | 01510       | Belley          | Plateau d'Hauteville                | CC Bugey Sud                          | 6,82             | 25 (2022)                         | 3,7                | modifier les données · modifier les données |
| Ars-sur-Formans              | 01021      | 01480       | Bourg-en-Bresse | Villars-les-Dombes                  | CC Dombes Saône Vallée                | 5,50             | 1 513 (2022)                      | 275                | modifier les données · modifier les données |
| Artemare                     | 01022      | 01510       | Belley          | Plateau d'Hauteville                | CC Bugey Sud                          | 3,75             | 1 141 (2022)                      | 304                | modifier les données · modifier les données |
| Arvière-en-Valromey          | 01453      | 01260       | Belley          | Plateau d'Hauteville                | CC Bugey Sud                          | 40,99            | 715 (2022)                        | 17                 | modifier les données · modifier les données |
| Asnières-sur-Saône           | 01023      | 01570       | Bourg-en-Bresse | Replonges                           | CC Bresse et Saône                    | 4,68             | 77 (2022)                         | 16                 | modifier les données · modifier les données |
| Attignat                     | 01024      | 01340       | Bourg-en-Bresse | Attignat                            | CA du Bassin de Bourg-en-Bresse       | 18,69            | 3 372 (2022)                      | 180                | modifier les données · modifier les données |
| Bâgé-Dommartin               | 01025      | 01380       | Bourg-en-Bresse | Replonges                           | CC Bresse et Saône                    | 56,87            | 4 057 (2022)                      | 71                 | modifier les données · modifier les données |
| Bâgé-le-Châtel               | 01026      | 01380       | Bourg-en-Bresse | Replonges                           | CC Bresse et Saône                    | 0,88             | 987 (2022)                        | 1 122              | modifier les données · modifier les données |
| Balan                        | 01027      | 01360       | Bourg-en-Bresse | Meximieux                           | CC de la Côtière à Montluel           | 18,04            | 2 878 (2022)                      | 160                | modifier les données · modifier les données |
| Baneins                      | 01028      | 01990       | Bourg-en-Bresse | Villars-les-Dombes                  | CC de la Dombes                       | 8,91             | 618 (2022)                        | 69                 | modifier les données · modifier les données |
| Béard-Géovreissiat           | 01170      | 01460       | Nantua          | Nantua                              | CA Haut-Bugey Agglomération           | 4,69             | 1 048 (2022)                      | 223                | modifier les données · modifier les données |
| Beaupont                     | 01029      | 01270       | Bourg-en-Bresse | Saint-Étienne-du-Bois               | CA du Bassin de Bourg-en-Bresse       | 14,07            | 717 (2022)                        | 51                 | modifier les données · modifier les données |
| Beauregard                   | 01030      | 01480       | Bourg-en-Bresse | Trévoux                             | CC Dombes Saône Vallée                | 0,94             | 826 (2022)                        | 879                | modifier les données · modifier les données |
| Béligneux                    | 01032      | 01360       | Bourg-en-Bresse | Meximieux                           | CC de la Côtière à Montluel           | 13,30            | 3 484 (2022)                      | 262                | modifier les données · modifier les données |
| Belley                       | 01034      | 01300       | Belley          | Belley                              | CC Bugey Sud                          | 22,42            | 9 270 (2022)                      | 413                | modifier les données · modifier les données |
| Belleydoux                   | 01035      | 01130       | Nantua          | Nantua                              | CA Haut-Bugey Agglomération           | 17,63            | 306 (2022)                        | 17                 | modifier les données · modifier les données |
| Bellignat                    | 01031      | 01100       | Nantua          | Nantua                              | CA Haut-Bugey Agglomération           | 7,83             | 3 581 (2022)                      | 457                | modifier les données · modifier les données |
| Bénonces                     | 01037      | 01470       | Belley          | Lagnieu                             | CC de la Plaine de l'Ain              | 15,33            | 311 (2022)                        | 20                 | modifier les données · modifier les données |
| Bény                         | 01038      | 01370       | Bourg-en-Bresse | Saint-Étienne-du-Bois               | CA du Bassin de Bourg-en-Bresse       | 18,25            | 769 (2022)                        | 42                 | modifier les données · modifier les données |
| Béréziat                     | 01040      | 01340       | Bourg-en-Bresse | Attignat                            | CA du Bassin de Bourg-en-Bresse       | 10,83            | 481 (2022)                        | 44                 | modifier les données · modifier les données |
| Bettant                      | 01041      | 01500       | Belley          | Ambérieu-en-Bugey                   | CC de la Plaine de l'Ain              | 3,37             | 762 (2022)                        | 226                | modifier les données · modifier les données |
| Bey                          | 01042      | 01290       | Bourg-en-Bresse | Vonnas                              | CC de la Veyle                        | 2,77             | 290 (2022)                        | 105                | modifier les données · modifier les données |
| Beynost                      | 01043      | 01700       | Bourg-en-Bresse | Miribel                             | CC de Miribel et du Plateau           | 10,64            | 4 936 (2022)                      | 464                | modifier les données · modifier les données |
| Billiat                      | 01044      | 01200       | Nantua          | Valserhône                          | CC Terre Valserhône l'interco         | 13,70            | 669 (2022)                        | 49                 | modifier les données · modifier les données |
| Birieux                      | 01045      | 01330       | Bourg-en-Bresse | Villars-les-Dombes                  | CC de la Dombes                       | 15,83            | 280 (2022)                        | 18                 | modifier les données · modifier les données |
| Biziat                       | 01046      | 01290       | Bourg-en-Bresse | Vonnas                              | CC de la Veyle                        | 11,39            | 897 (2022)                        | 79                 | modifier les données · modifier les données |
| Blyes                        | 01047      | 01150       | Belley          | Lagnieu                             | CC de la Plaine de l'Ain              | 9,32             | 1 351 (2022)                      | 145                | modifier les données · modifier les données |
| Bohas-Meyriat-Rignat         | 01245      | 01250       | Bourg-en-Bresse | Saint-Étienne-du-Bois               | CA du Bassin de Bourg-en-Bresse       | 23,51            | 951 (2022)                        | 40                 | modifier les données · modifier les données |
| La Boisse                    | 01049      | 01120       | Bourg-en-Bresse | Miribel                             | CC de la Côtière à Montluel           | 9,40             | 3 401 (2022)                      | 362                | modifier les données · modifier les données |
| Boissey                      | 01050      | 01190 01380 | Bourg-en-Bresse | Replonges                           | CC Bresse et Saône                    | 9,05             | 390 (2022)                        | 43                 | modifier les données · modifier les données |
| Bolozon                      | 01051      | 01450       | Nantua          | Pont-d'Ain                          | CA Haut-Bugey Agglomération           | 4,92             | 99 (2022)                         | 20                 | modifier les données · modifier les données |
| Bouligneux                   | 01052      | 01330       | Bourg-en-Bresse | Villars-les-Dombes                  | CC de la Dombes                       | 26,09            | 323 (2022)                        | 12                 | modifier les données · modifier les données |
| Bourg-Saint-Christophe       | 01054      | 01800       | Belley          | Meximieux                           | CC de la Plaine de l'Ain              | 8,98             | 1 540 (2022)                      | 171                | modifier les données · modifier les données |
| Boyeux-Saint-Jérôme          | 01056      | 01640       | Nantua          | Pont-d'Ain                          | CC Rives de l'Ain - Pays du Cerdon    | 16,94            | 362 (2022)                        | 21                 | modifier les données · modifier les données |
| Boz                          | 01057      | 01190       | Bourg-en-Bresse | Replonges                           | CC Bresse et Saône                    | 7,31             | 509 (2022)                        | 70                 | modifier les données · modifier les données |
| Brégnier-Cordon              | 01058      | 01300       | Belley          | Belley                              | CC Bugey Sud                          | 11,00            | 812 (2022)                        | 74                 | modifier les données · modifier les données |
| Brénod                       | 01060      | 01110       | Nantua          | Plateau d'Hauteville                | CA Haut-Bugey Agglomération           | 23,79            | 547 (2022)                        | 23                 | modifier les données · modifier les données |
| Brens                        | 01061      | 01300       | Belley          | Belley                              | CC Bugey Sud                          | 6,90             | 1 117 (2022)                      | 162                | modifier les données · modifier les données |
| Bresse Vallons               | 01130      | 01340       | Bourg-en-Bresse | Attignat                            | CA du Bassin de Bourg-en-Bresse       | 25,98            | 2 393 (2022)                      | 92                 | modifier les données · modifier les données |
| Bressolles                   | 01062      | 01360       | Bourg-en-Bresse | Meximieux                           | CC de la Côtière à Montluel           | 7,73             | 1 003 (2022)                      | 130                | modifier les données · modifier les données |
| Brion                        | 01063      | 01460       | Nantua          | Nantua                              | CA Haut-Bugey Agglomération           | 4,48             | 591 (2022)                        | 132                | modifier les données · modifier les données |
| Briord                       | 01064      | 01470       | Belley          | Lagnieu                             | CC de la Plaine de l'Ain              | 12,29            | 1 102 (2022)                      | 90                 | modifier les données · modifier les données |
| Buellas                      | 01065      | 01310       | Bourg-en-Bresse | Attignat                            | CA du Bassin de Bourg-en-Bresse       | 10,21            | 1 884 (2022)                      | 185                | modifier les données · modifier les données |
| La Burbanche                 | 01066      | 01510       | Belley          | Belley                              | CC Bugey Sud                          | 10,82            | 97 (2022)                         | 9,0                | modifier les données · modifier les données |
| Ceignes                      | 01067      | 01430       | Nantua          | Pont-d'Ain                          | CA Haut-Bugey Agglomération           | 10,01            | 263 (2022)                        | 26                 | modifier les données · modifier les données |
| Cerdon                       | 01068      | 01450       | Nantua          | Pont-d'Ain                          | CC Rives de l'Ain - Pays du Cerdon    | 12,30            | 755 (2022)                        | 61                 | modifier les données · modifier les données |
| Certines                     | 01069      | 01240       | Bourg-en-Bresse | Ceyzériat                           | CA du Bassin de Bourg-en-Bresse       | 15,92            | 1 518 (2022)                      | 95                 | modifier les données · modifier les données |
| Cessy                        | 01071      | 01170       | Gex             | Gex                                 | CA Pays de Gex Agglo                  | 6,39             | 5 570 (2022)                      | 872                | modifier les données · modifier les données |
| Ceyzériat                    | 01072      | 01250       | Bourg-en-Bresse | Ceyzériat                           | CA du Bassin de Bourg-en-Bresse       | 9,36             | 3 306 (2022)                      | 353                | modifier les données · modifier les données |
| Ceyzérieu                    | 01073      | 01350       | Belley          | Belley                              | CC Bugey Sud                          | 19,72            | 1 028 (2022)                      | 52                 | modifier les données · modifier les données |
| Chalamont                    | 01074      | 01320       | Bourg-en-Bresse | Ceyzériat                           | CC de la Dombes                       | 32,88            | 2 544 (2022)                      | 77                 | modifier les données · modifier les données |
| Chaleins                     | 01075      | 01480       | Bourg-en-Bresse | Villars-les-Dombes                  | CC Val de Saône Centre                | 17,00            | 1 436 (2022)                      | 84                 | modifier les données · modifier les données |
| Chaley                       | 01076      | 01230       | Belley          | Plateau d'Hauteville                | CC de la Plaine de l'Ain              | 4,60             | 127 (2022)                        | 28                 | modifier les données · modifier les données |
| Challes-la-Montagne          | 01077      | 01450       | Nantua          | Pont-d'Ain                          | CC Rives de l'Ain - Pays du Cerdon    | 7,65             | 185 (2022)                        | 24                 | modifier les données · modifier les données |
| Challex                      | 01078      | 01630       | Gex             | Thoiry                              | CA Pays de Gex Agglo                  | 8,67             | 1 628 (2022)                      | 188                | modifier les données · modifier les données |
| Champagne-en-Valromey        | 01079      | 01260       | Belley          | Plateau d'Hauteville                | CC Bugey Sud                          | 18,16            | 826 (2022)                        | 45                 | modifier les données · modifier les données |
| Champdor-Corcelles           | 01080      | 01110       | Belley          | Plateau d'Hauteville                | CA Haut-Bugey Agglomération           | 31,53            | 655 (2022)                        | 21                 | modifier les données · modifier les données |
| Champfromier                 | 01081      | 01410       | Nantua          | Valserhône                          | CC Terre Valserhône l'interco         | 32,40            | 709 (2022)                        | 22                 | modifier les données · modifier les données |
| Chanay                       | 01082      | 01420       | Nantua          | Valserhône                          | CC Terre Valserhône l'interco         | 18,10            | 595 (2022)                        | 33                 | modifier les données · modifier les données |
| Chaneins                     | 01083      | 01990       | Bourg-en-Bresse | Villars-les-Dombes                  | CC de la Dombes                       | 12,63            | 1 041 (2022)                      | 82                 | modifier les données · modifier les données |
| Chanoz-Châtenay              | 01084      | 01400       | Bourg-en-Bresse | Vonnas                              | CC de la Veyle                        | 13,42            | 943 (2022)                        | 70                 | modifier les données · modifier les données |
| La Chapelle-du-Châtelard     | 01085      | 01240       | Bourg-en-Bresse | Châtillon-sur-Chalaronne            | CC de la Dombes                       | 13,37            | 391 (2022)                        | 29                 | modifier les données · modifier les données |
| Charix                       | 01087      | 01130       | Nantua          | Nantua                              | CA Haut-Bugey Agglomération           | 18,27            | 280 (2022)                        | 15                 | modifier les données · modifier les données |
| Charnoz-sur-Ain              | 01088      | 01800       | Belley          | Lagnieu                             | CC de la Plaine de l'Ain              | 6,62             | 925 (2022)                        | 140                | modifier les données · modifier les données |
| Château-Gaillard             | 01089      | 01500       | Belley          | Ambérieu-en-Bugey                   | CC de la Plaine de l'Ain              | 16,06            | 2 408 (2022)                      | 150                | modifier les données · modifier les données |
| Châtenay                     | 01090      | 01320       | Bourg-en-Bresse | Ceyzériat                           | CC de la Dombes                       | 14,95            | 358 (2022)                        | 24                 | modifier les données · modifier les données |
| Châtillon-la-Palud           | 01092      | 01320       | Bourg-en-Bresse | Ceyzériat                           | CC de la Dombes                       | 14,01            | 1 675 (2022)                      | 120                | modifier les données · modifier les données |
| Châtillon-sur-Chalaronne     | 01093      | 01400       | Bourg-en-Bresse | Châtillon-sur-Chalaronne            | CC de la Dombes                       | 17,98            | 5 154 (2022)                      | 287                | modifier les données · modifier les données |
| Chavannes-sur-Reyssouze      | 01094      | 01190       | Bourg-en-Bresse | Replonges                           | CC Bresse et Saône                    | 16,55            | 746 (2022)                        | 45                 | modifier les données · modifier les données |
| Chaveyriat                   | 01096      | 01660       | Bourg-en-Bresse | Vonnas                              | CC de la Veyle                        | 16,87            | 1 057 (2022)                      | 63                 | modifier les données · modifier les données |
| Chazey-Bons                  | 01098      | 01300 01510 | Belley          | Belley                              | CC Bugey Sud                          | 15,44            | 1 165 (2022)                      | 75                 | modifier les données · modifier les données |
| Chazey-sur-Ain               | 01099      | 01150       | Belley          | Lagnieu                             | CC de la Plaine de l'Ain              | 21,95            | 1 613 (2022)                      | 73                 | modifier les données · modifier les données |
| Cheignieu-la-Balme           | 01100      | 01510       | Belley          | Belley                              | CC Bugey Sud                          | 6,26             | 130 (2022)                        | 21                 | modifier les données · modifier les données |
| Chevillard                   | 01101      | 01430       | Nantua          | Plateau d'Hauteville                | CA Haut-Bugey Agglomération           | 6,67             | 149 (2022)                        | 22                 | modifier les données · modifier les données |
| Chevroux                     | 01102      | 01190       | Bourg-en-Bresse | Replonges                           | CC Bresse et Saône                    | 17,20            | 981 (2022)                        | 57                 | modifier les données · modifier les données |
| Chevry                       | 01103      | 01170       | Gex             | Thoiry                              | CA Pays de Gex Agglo                  | 5,84             | 2 301 (2022)                      | 394                | modifier les données · modifier les données |
| Chézery-Forens               | 01104      | 01200 01410 | Gex             | Thoiry                              | CA Pays de Gex Agglo                  | 46,57            | 436 (2022)                        | 9,4                | modifier les données · modifier les données |
| Civrieux                     | 01105      | 01390       | Bourg-en-Bresse | Villars-les-Dombes                  | CC Dombes Saône Vallée                | 19,76            | 1 986 (2022)                      | 101                | modifier les données · modifier les données |
| Cize                         | 01106      | 01250       | Bourg-en-Bresse | Saint-Étienne-du-Bois               | CA du Bassin de Bourg-en-Bresse       | 4,52             | 175 (2022)                        | 39                 | modifier les données · modifier les données |
| Cleyzieu                     | 01107      | 01230       | Belley          | Ambérieu-en-Bugey                   | CC de la Plaine de l'Ain              | 7,82             | 144 (2022)                        | 18                 | modifier les données · modifier les données |
| Coligny                      | 01108      | 01270       | Bourg-en-Bresse | Saint-Étienne-du-Bois               | CA du Bassin de Bourg-en-Bresse       | 16,87            | 1 294 (2022)                      | 77                 | modifier les données · modifier les données |
| Collonges                    | 01109      | 01550       | Gex             | Thoiry                              | CA Pays de Gex Agglo                  | 16,25            | 2 260 (2022)                      | 139                | modifier les données · modifier les données |
| Colomieu                     | 01110      | 01300       | Belley          | Belley                              | CC Bugey Sud                          | 5,96             | 164 (2022)                        | 28                 | modifier les données · modifier les données |
| Conand                       | 01111      | 01230       | Belley          | Ambérieu-en-Bugey                   | CC de la Plaine de l'Ain              | 15,28            | 136 (2022)                        | 8,9                | modifier les données · modifier les données |
| Condamine                    | 01112      | 01430       | Nantua          | Plateau d'Hauteville                | CA Haut-Bugey Agglomération           | 4,64             | 477 (2022)                        | 103                | modifier les données · modifier les données |
| Condeissiat                  | 01113      | 01400       | Bourg-en-Bresse | Châtillon-sur-Chalaronne            | CC de la Dombes                       | 21,64            | 815 (2022)                        | 38                 | modifier les données · modifier les données |
| Confort                      | 01114      | 01200       | Nantua          | Valserhône                          | CC Terre Valserhône l'interco         | 11,66            | 676 (2022)                        | 58                 | modifier les données · modifier les données |
| Confrançon                   | 01115      | 01310       | Bourg-en-Bresse | Attignat                            | CA du Bassin de Bourg-en-Bresse       | 18,17            | 1 357 (2022)                      | 75                 | modifier les données · modifier les données |
| Contrevoz                    | 01116      | 01300       | Belley          | Belley                              | CC Bugey Sud                          | 14,18            | 489 (2022)                        | 34                 | modifier les données · modifier les données |
| Conzieu                      | 01117      | 01300       | Belley          | Belley                              | CC Bugey Sud                          | 7,20             | 148 (2022)                        | 21                 | modifier les données · modifier les données |
| Corbonod                     | 01118      | 01420       | Belley          | Plateau d'Hauteville                | CC Usses et Rhône                     | 31,59            | 1 315 (2022)                      | 42                 | modifier les données · modifier les données |
| Corlier                      | 01121      | 01110       | Belley          | Plateau d'Hauteville                | CA Haut-Bugey Agglomération           | 5,45             | 116 (2022)                        | 21                 | modifier les données · modifier les données |
| Cormoranche-sur-Saône        | 01123      | 01290       | Bourg-en-Bresse | Vonnas                              | CC de la Veyle                        | 9,85             | 1 165 (2022)                      | 118                | modifier les données · modifier les données |
| Cormoz                       | 01124      | 01560       | Bourg-en-Bresse | Saint-Étienne-du-Bois               | CA du Bassin de Bourg-en-Bresse       | 19,56            | 704 (2022)                        | 36                 | modifier les données · modifier les données |
| Corveissiat                  | 01125      | 01250       | Bourg-en-Bresse | Saint-Étienne-du-Bois               | CA du Bassin de Bourg-en-Bresse       | 22,69            | 587 (2022)                        | 26                 | modifier les données · modifier les données |
| Courmangoux                  | 01127      | 01370       | Bourg-en-Bresse | Saint-Étienne-du-Bois               | CA du Bassin de Bourg-en-Bresse       | 14,82            | 513 (2022)                        | 35                 | modifier les données · modifier les données |
| Courtes                      | 01128      | 01560       | Bourg-en-Bresse | Replonges                           | CA du Bassin de Bourg-en-Bresse       | 9,06             | 293 (2022)                        | 32                 | modifier les données · modifier les données |
| Crans                        | 01129      | 01320       | Bourg-en-Bresse | Ceyzériat                           | CC de la Dombes                       | 13,23            | 316 (2022)                        | 24                 | modifier les données · modifier les données |
| Cressin-Rochefort            | 01133      | 01350       | Belley          | Belley                              | CC Bugey Sud                          | 7,93             | 384 (2022)                        | 48                 | modifier les données · modifier les données |
| Crottet                      | 01134      | 01290 01750 | Bourg-en-Bresse | Vonnas                              | CC de la Veyle                        | 12,12            | 1 844 (2022)                      | 152                | modifier les données · modifier les données |
| Crozet                       | 01135      | 01170       | Gex             | Thoiry                              | CA Pays de Gex Agglo                  | 27,47            | 2 354 (2022)                      | 86                 | modifier les données · modifier les données |
| Cruzilles-lès-Mépillat       | 01136      | 01290       | Bourg-en-Bresse | Vonnas                              | CC de la Veyle                        | 11,84            | 951 (2022)                        | 80                 | modifier les données · modifier les données |
| Culoz-Béon                   | 01138      | 01350       | Belley          | Plateau d'Hauteville                | CC Bugey Sud                          | 29,66            | 3 416 (2022)                      | 115                | modifier les données · modifier les données |
| Curciat-Dongalon             | 01139      | 01560       | Bourg-en-Bresse | Replonges                           | CA du Bassin de Bourg-en-Bresse       | 23,94            | 462 (2022)                        | 19                 | modifier les données · modifier les données |
| Curtafond                    | 01140      | 01310       | Bourg-en-Bresse | Attignat                            | CA du Bassin de Bourg-en-Bresse       | 12,41            | 805 (2022)                        | 65                 | modifier les données · modifier les données |
| Cuzieu                       | 01141      | 01300       | Belley          | Belley                              | CC Bugey Sud                          | 4,87             | 423 (2022)                        | 87                 | modifier les données · modifier les données |
| Dagneux                      | 01142      | 01120       | Bourg-en-Bresse | Meximieux                           | CC de la Côtière à Montluel           | 6,65             | 4 741 (2022)                      | 713                | modifier les données · modifier les données |
| Divonne-les-Bains            | 01143      | 01220       | Gex             | Gex                                 | CA Pays de Gex Agglo                  | 33,88            | 10 300 (2022)                     | 304                | modifier les données · modifier les données |
| Dompierre-sur-Chalaronne     | 01146      | 01400       | Bourg-en-Bresse | Châtillon-sur-Chalaronne            | CC de la Dombes                       | 4,78             | 453 (2022)                        | 95                 | modifier les données · modifier les données |
| Dompierre-sur-Veyle          | 01145      | 01240       | Bourg-en-Bresse | Ceyzériat                           | CA du Bassin de Bourg-en-Bresse       | 29,10            | 1 225 (2022)                      | 42                 | modifier les données · modifier les données |
| Domsure                      | 01147      | 01270       | Bourg-en-Bresse | Saint-Étienne-du-Bois               | CA du Bassin de Bourg-en-Bresse       | 15,20            | 540 (2022)                        | 36                 | modifier les données · modifier les données |
| Dortan                       | 01148      | 01590       | Nantua          | Pont-d'Ain                          | CA Haut-Bugey Agglomération           | 18,11            | 2 013 (2022)                      | 111                | modifier les données · modifier les données |
| Douvres                      | 01149      | 01500       | Belley          | Ambérieu-en-Bugey                   | CC de la Plaine de l'Ain              | 5,26             | 1 108 (2022)                      | 211                | modifier les données · modifier les données |
| Drom                         | 01150      | 01250       | Bourg-en-Bresse | Saint-Étienne-du-Bois               | CA du Bassin de Bourg-en-Bresse       | 7,78             | 215 (2022)                        | 28                 | modifier les données · modifier les données |
| Druillat                     | 01151      | 01160       | Bourg-en-Bresse | Ceyzériat                           | CA du Bassin de Bourg-en-Bresse       | 20,72            | 1 144 (2022)                      | 55                 | modifier les données · modifier les données |
| Échallon                     | 01152      | 01130       | Nantua          | Nantua                              | CA Haut-Bugey Agglomération           | 28,09            | 774 (2022)                        | 28                 | modifier les données · modifier les données |
| Échenevex                    | 01153      | 01170       | Gex             | Thoiry                              | CA Pays de Gex Agglo                  | 16,44            | 2 227 (2022)                      | 135                | modifier les données · modifier les données |
| Évosges                      | 01155      | 01230       | Belley          | Plateau d'Hauteville                | CA Haut-Bugey Agglomération           | 12,08            | 143 (2022)                        | 12                 | modifier les données · modifier les données |
| Faramans                     | 01156      | 01800       | Belley          | Meximieux                           | CC de la Plaine de l'Ain              | 11,22            | 905 (2022)                        | 81                 | modifier les données · modifier les données |
| Fareins                      | 01157      | 01480       | Bourg-en-Bresse | Villars-les-Dombes                  | CC Dombes Saône Vallée                | 8,22             | 2 524 (2022)                      | 307                | modifier les données · modifier les données |
| Farges                       | 01158      | 01550       | Gex             | Thoiry                              | CA Pays de Gex Agglo                  | 14,28            | 1 065 (2022)                      | 75                 | modifier les données · modifier les données |
| Feillens                     | 01159      | 01570       | Bourg-en-Bresse | Replonges                           | CC Bresse et Saône                    | 14,91            | 3 388 (2022)                      | 227                | modifier les données · modifier les données |
| Ferney-Voltaire              | 01160      | 01210       | Gex             | Saint-Genis-Pouilly                 | CA Pays de Gex Agglo                  | 4,78             | 11 530 (2022)                     | 2 412              | modifier les données · modifier les données |
| Flaxieu                      | 01162      | 01350       | Belley          | Belley                              | CC Bugey Sud                          | 2,79             | 64 (2022)                         | 23                 | modifier les données · modifier les données |
| Foissiat                     | 01163      | 01340       | Bourg-en-Bresse | Attignat                            | CA du Bassin de Bourg-en-Bresse       | 40,36            | 2 024 (2022)                      | 50                 | modifier les données · modifier les données |
| Francheleins                 | 01165      | 01090       | Bourg-en-Bresse | Villars-les-Dombes                  | CC Val de Saône Centre                | 13,56            | 1 593 (2022)                      | 117                | modifier les données · modifier les données |
| Frans                        | 01166      | 01480       | Bourg-en-Bresse | Trévoux                             | CC Dombes Saône Vallée                | 7,98             | 2 547 (2022)                      | 319                | modifier les données · modifier les données |
| Garnerans                    | 01167      | 01140       | Bourg-en-Bresse | Châtillon-sur-Chalaronne            | CC Val de Saône Centre                | 8,57             | 685 (2022)                        | 80                 | modifier les données · modifier les données |
| Genouilleux                  | 01169      | 01090       | Bourg-en-Bresse | Châtillon-sur-Chalaronne            | CC Val de Saône Centre                | 4,08             | 675 (2022)                        | 165                | modifier les données · modifier les données |
| Géovreisset                  | 01171      | 01100       | Nantua          | Nantua                              | CA Haut-Bugey Agglomération           | 3,31             | 843 (2022)                        | 255                | modifier les données · modifier les données |
| Gex                          | 01173      | 01170       | Gex             | Gex                                 | CA Pays de Gex Agglo                  | 32,02            | 13 455 (2022)                     | 420                | modifier les données · modifier les données |
| Giron                        | 01174      | 01130       | Nantua          | Valserhône                          | CC Terre Valserhône l'interco         | 9,39             | 174 (2022)                        | 19                 | modifier les données · modifier les données |
| Gorrevod                     | 01175      | 01190       | Bourg-en-Bresse | Replonges                           | CC Bresse et Saône                    | 6,88             | 782 (2022)                        | 114                | modifier les données · modifier les données |
| Grand-Corent                 | 01177      | 01250       | Bourg-en-Bresse | Saint-Étienne-du-Bois               | CA du Bassin de Bourg-en-Bresse       | 7,13             | 186 (2022)                        | 26                 | modifier les données · modifier les données |
| Grièges                      | 01179      | 01290       | Bourg-en-Bresse | Vonnas                              | CC de la Veyle                        | 14,87            | 1 909 (2022)                      | 128                | modifier les données · modifier les données |
| Grilly                       | 01180      | 01220       | Gex             | Gex                                 | CA Pays de Gex Agglo                  | 7,50             | 873 (2022)                        | 116                | modifier les données · modifier les données |
| Groissiat                    | 01181      | 01100       | Nantua          | Nantua                              | CA Haut-Bugey Agglomération           | 6,32             | 1 216 (2022)                      | 192                | modifier les données · modifier les données |
| Groslée-Saint-Benoit         | 01338      | 01300       | Belley          | Belley                              | CC Bugey Sud                          | 28,92            | 1 232 (2022)                      | 43                 | modifier les données · modifier les données |
| Guéreins                     | 01183      | 01090       | Bourg-en-Bresse | Châtillon-sur-Chalaronne            | CC Val de Saône Centre                | 4,51             | 1 503 (2022)                      | 333                | modifier les données · modifier les données |
| Haut Valromey                | 01187      | 01260       | Belley          | Plateau d'Hauteville                | CC Bugey Sud                          | 121,88           | 777 (2022)                        | 6,4                | modifier les données · modifier les données |
| Hautecourt-Romanèche         | 01184      | 01250       | Bourg-en-Bresse | Saint-Étienne-du-Bois               | CA du Bassin de Bourg-en-Bresse       | 21,60            | 754 (2022)                        | 35                 | modifier les données · modifier les données |
| Illiat                       | 01188      | 01140       | Bourg-en-Bresse | Châtillon-sur-Chalaronne            | CC Val de Saône Centre                | 20,37            | 696 (2022)                        | 34                 | modifier les données · modifier les données |
| Injoux-Génissiat             | 01189      | 01200       | Nantua          | Valserhône                          | CC Terre Valserhône l'interco         | 29,61            | 1 123 (2022)                      | 38                 | modifier les données · modifier les données |
| Innimond                     | 01190      | 01680       | Belley          | Lagnieu                             | CC de la Plaine de l'Ain              | 13,44            | 92 (2022)                         | 6,8                | modifier les données · modifier les données |
| Izenave                      | 01191      | 01430       | Nantua          | Plateau d'Hauteville                | CA Haut-Bugey Agglomération           | 13,04            | 159 (2022)                        | 12                 | modifier les données · modifier les données |
| Izernore                     | 01192      | 01580       | Nantua          | Pont-d'Ain                          | CA Haut-Bugey Agglomération           | 20,86            | 2 262 (2022)                      | 108                | modifier les données · modifier les données |
| Izieu                        | 01193      | 01300       | Belley          | Belley                              | CC Bugey Sud                          | 7,67             | 223 (2022)                        | 29                 | modifier les données · modifier les données |
| Jassans-Riottier             | 01194      | 01480       | Bourg-en-Bresse | Trévoux                             | CA Villefranche Beaujolais Saône      | 4,81             | 6 315 (2022)                      | 1 313              | modifier les données · modifier les données |
| Jasseron                     | 01195      | 01250       | Bourg-en-Bresse | Saint-Étienne-du-Bois               | CA du Bassin de Bourg-en-Bresse       | 18,93            | 1 900 (2022)                      | 100                | modifier les données · modifier les données |
| Jayat                        | 01196      | 01340       | Bourg-en-Bresse | Attignat                            | CA du Bassin de Bourg-en-Bresse       | 16,30            | 1 276 (2022)                      | 78                 | modifier les données · modifier les données |
| Journans                     | 01197      | 01250       | Bourg-en-Bresse | Ceyzériat                           | CA du Bassin de Bourg-en-Bresse       | 2,43             | 384 (2022)                        | 158                | modifier les données · modifier les données |
| Joyeux                       | 01198      | 01800       | Belley          | Meximieux                           | CC de la Plaine de l'Ain              | 16,58            | 262 (2022)                        | 16                 | modifier les données · modifier les données |
| Jujurieux                    | 01199      | 01640       | Nantua          | Pont-d'Ain                          | CC Rives de l'Ain - Pays du Cerdon    | 15,39            | 2 209 (2022)                      | 144                | modifier les données · modifier les données |
| Labalme                      | 01200      | 01450       | Nantua          | Pont-d'Ain                          | CC Rives de l'Ain - Pays du Cerdon    | 8,80             | 207 (2022)                        | 24                 | modifier les données · modifier les données |
| Lagnieu                      | 01202      | 01150       | Belley          | Lagnieu                             | CC de la Plaine de l'Ain              | 27,25            | 7 321 (2022)                      | 269                | modifier les données · modifier les données |
| Laiz                         | 01203      | 01290       | Bourg-en-Bresse | Vonnas                              | CC de la Veyle                        | 10,31            | 1 292 (2022)                      | 125                | modifier les données · modifier les données |
| Lantenay                     | 01206      | 01430       | Nantua          | Plateau d'Hauteville                | CA Haut-Bugey Agglomération           | 6,59             | 265 (2022)                        | 40                 | modifier les données · modifier les données |
| Lapeyrouse                   | 01207      | 01330       | Bourg-en-Bresse | Villars-les-Dombes                  | CC de la Dombes                       | 20,04            | 337 (2022)                        | 17                 | modifier les données · modifier les données |
| Lavours                      | 01208      | 01350       | Belley          | Belley                              | CC Bugey Sud                          | 6,30             | 138 (2022)                        | 22                 | modifier les données · modifier les données |
| Léaz                         | 01209      | 01200       | Gex             | Thoiry                              | CA Pays de Gex Agglo                  | 11,40            | 887 (2022)                        | 78                 | modifier les données · modifier les données |
| Lélex                        | 01210      | 01410       | Gex             | Thoiry                              | CA Pays de Gex Agglo                  | 17,63            | 236 (2022)                        | 13                 | modifier les données · modifier les données |
| Lent                         | 01211      | 01240       | Bourg-en-Bresse | Ceyzériat                           | CA du Bassin de Bourg-en-Bresse       | 31,48            | 1 459 (2022)                      | 46                 | modifier les données · modifier les données |
| Lescheroux                   | 01212      | 01560       | Bourg-en-Bresse | Replonges                           | CA du Bassin de Bourg-en-Bresse       | 20,05            | 720 (2022)                        | 36                 | modifier les données · modifier les données |
| Leyment                      | 01213      | 01150       | Belley          | Lagnieu                             | CC de la Plaine de l'Ain              | 14,18            | 1 417 (2022)                      | 100                | modifier les données · modifier les données |
| Leyssard                     | 01214      | 01450       | Nantua          | Pont-d'Ain                          | CA Haut-Bugey Agglomération           | 9,13             | 163 (2022)                        | 18                 | modifier les données · modifier les données |
| Lhuis                        | 01216      | 01680       | Belley          | Lagnieu                             | CC de la Plaine de l'Ain              | 24,43            | 891 (2022)                        | 36                 | modifier les données · modifier les données |
| Lompnas                      | 01219      | 01680       | Belley          | Lagnieu                             | CC de la Plaine de l'Ain              | 12,69            | 162 (2022)                        | 13                 | modifier les données · modifier les données |
| Loyettes                     | 01224      | 01360       | Belley          | Lagnieu                             | CC de la Plaine de l'Ain              | 21,28            | 3 468 (2022)                      | 163                | modifier les données · modifier les données |
| Lurcy                        | 01225      | 01090       | Bourg-en-Bresse | Villars-les-Dombes                  | CC Val de Saône Centre                | 4,81             | 404 (2022)                        | 84                 | modifier les données · modifier les données |
| Magnieu                      | 01227      | 01300       | Belley          | Belley                              | CC Bugey Sud                          | 11,37            | 651 (2022)                        | 57                 | modifier les données · modifier les données |
| Maillat                      | 01228      | 01430       | Nantua          | Nantua                              | CA Haut-Bugey Agglomération           | 11,31            | 693 (2022)                        | 61                 | modifier les données · modifier les données |
| Malafretaz                   | 01229      | 01340       | Bourg-en-Bresse | Attignat                            | CA du Bassin de Bourg-en-Bresse       | 9,19             | 1 235 (2022)                      | 134                | modifier les données · modifier les données |
| Mantenay-Montlin             | 01230      | 01560       | Bourg-en-Bresse | Replonges                           | CA du Bassin de Bourg-en-Bresse       | 10,80            | 320 (2022)                        | 30                 | modifier les données · modifier les données |
| Manziat                      | 01231      | 01570       | Bourg-en-Bresse | Replonges                           | CC Bresse et Saône                    | 12,63            | 1 985 (2022)                      | 157                | modifier les données · modifier les données |
| Marboz                       | 01232      | 01851       | Bourg-en-Bresse | Saint-Étienne-du-Bois               | CA du Bassin de Bourg-en-Bresse       | 40,14            | 2 262 (2022)                      | 56                 | modifier les données · modifier les données |
| Marchamp                     | 01233      | 01680       | Belley          | Lagnieu                             | CC de la Plaine de l'Ain              | 13,11            | 135 (2022)                        | 10                 | modifier les données · modifier les données |
| Marignieu                    | 01234      | 01300       | Belley          | Belley                              | CC Bugey Sud                          | 3,55             | 164 (2022)                        | 46                 | modifier les données · modifier les données |
| Marlieux                     | 01235      | 01240       | Bourg-en-Bresse | Châtillon-sur-Chalaronne            | CC de la Dombes                       | 16,85            | 1 186 (2022)                      | 70                 | modifier les données · modifier les données |
| Marsonnas                    | 01236      | 01340       | Bourg-en-Bresse | Attignat                            | CA du Bassin de Bourg-en-Bresse       | 18,38            | 1 034 (2022)                      | 56                 | modifier les données · modifier les données |
| Martignat                    | 01237      | 01100       | Nantua          | Nantua                              | CA Haut-Bugey Agglomération           | 13,25            | 1 667 (2022)                      | 126                | modifier les données · modifier les données |
| Massieux                     | 01238      | 01600       | Bourg-en-Bresse | Trévoux                             | CC Dombes Saône Vallée                | 3,10             | 2 733 (2022)                      | 882                | modifier les données · modifier les données |
| Massignieu-de-Rives          | 01239      | 01300       | Belley          | Belley                              | CC Bugey Sud                          | 9,52             | 653 (2022)                        | 69                 | modifier les données · modifier les données |
| Matafelon-Granges            | 01240      | 01580       | Nantua          | Pont-d'Ain                          | CA Haut-Bugey Agglomération           | 21,54            | 630 (2022)                        | 29                 | modifier les données · modifier les données |
| Meillonnas                   | 01241      | 01370       | Bourg-en-Bresse | Saint-Étienne-du-Bois               | CA du Bassin de Bourg-en-Bresse       | 17,74            | 1 383 (2022)                      | 78                 | modifier les données · modifier les données |
| Mérignat                     | 01242      | 01450       | Nantua          | Pont-d'Ain                          | CC Rives de l'Ain - Pays du Cerdon    | 3,17             | 133 (2022)                        | 42                 | modifier les données · modifier les données |
| Messimy-sur-Saône            | 01243      | 01480       | Bourg-en-Bresse | Villars-les-Dombes                  | CC Val de Saône Centre                | 5,95             | 1 312 (2022)                      | 221                | modifier les données · modifier les données |
| Meximieux                    | 01244      | 01800       | Belley          | Meximieux                           | CC de la Plaine de l'Ain              | 13,75            | 8 198 (2022)                      | 596                | modifier les données · modifier les données |
| Mézériat                     | 01246      | 01660       | Bourg-en-Bresse | Vonnas                              | CC de la Veyle                        | 19,17            | 2 179 (2022)                      | 114                | modifier les données · modifier les données |
| Mijoux                       | 01247      | 01170 01410 | Gex             | Thoiry                              | CA Pays de Gex Agglo                  | 22,00            | 297 (2022)                        | 14                 | modifier les données · modifier les données |
| Mionnay                      | 01248      | 01390       | Bourg-en-Bresse | Villars-les-Dombes                  | CC de la Dombes                       | 19,62            | 2 309 (2022)                      | 118                | modifier les données · modifier les données |
| Miribel                      | 01249      | 01700       | Bourg-en-Bresse | Miribel                             | CC de Miribel et du Plateau           | 24,49            | 10 450 (2022)                     | 427                | modifier les données · modifier les données |
| Misérieux                    | 01250      | 01600       | Bourg-en-Bresse | Trévoux                             | CC Dombes Saône Vallée                | 7,41             | 2 010 (2022)                      | 271                | modifier les données · modifier les données |
| Mogneneins                   | 01252      | 01140       | Bourg-en-Bresse | Châtillon-sur-Chalaronne            | CC Val de Saône Centre                | 8,57             | 824 (2022)                        | 96                 | modifier les données · modifier les données |
| Montagnat                    | 01254      | 01250       | Bourg-en-Bresse | Ceyzériat                           | CA du Bassin de Bourg-en-Bresse       | 13,75            | 2 164 (2022)                      | 157                | modifier les données · modifier les données |
| Montagnieu                   | 01255      | 01470       | Belley          | Lagnieu                             | CC de la Plaine de l'Ain              | 6,22             | 684 (2022)                        | 110                | modifier les données · modifier les données |
| Montanges                    | 01257      | 01200       | Nantua          | Valserhône                          | CC Terre Valserhône l'interco         | 13,70            | 348 (2022)                        | 25                 | modifier les données · modifier les données |
| Montceaux                    | 01258      | 01090       | Bourg-en-Bresse | Châtillon-sur-Chalaronne            | CC Val de Saône Centre                | 10,03            | 1 202 (2022)                      | 120                | modifier les données · modifier les données |
| Montcet                      | 01259      | 01310       | Bourg-en-Bresse | Attignat                            | CA du Bassin de Bourg-en-Bresse       | 6,68             | 715 (2022)                        | 107                | modifier les données · modifier les données |
| Le Montellier                | 01260      | 01800       | Belley          | Meximieux                           | CC de la Plaine de l'Ain              | 15,38            | 329 (2022)                        | 21                 | modifier les données · modifier les données |
| Monthieux                    | 01261      | 01390       | Bourg-en-Bresse | Villars-les-Dombes                  | CC de la Dombes                       | 10,75            | 673 (2022)                        | 63                 | modifier les données · modifier les données |
| Montluel                     | 01262      | 01120       | Bourg-en-Bresse | Meximieux                           | CC de la Côtière à Montluel           | 40,11            | 6 879 (2022)                      | 172                | modifier les données · modifier les données |
| Montmerle-sur-Saône          | 01263      | 01090       | Bourg-en-Bresse | Châtillon-sur-Chalaronne            | CC Val de Saône Centre                | 4,16             | 3 798 (2022)                      | 913                | modifier les données · modifier les données |
| Montracol                    | 01264      | 01310       | Bourg-en-Bresse | Attignat                            | CA du Bassin de Bourg-en-Bresse       | 14,56            | 1 008 (2022)                      | 69                 | modifier les données · modifier les données |
| Montréal-la-Cluse            | 01265      | 01460       | Nantua          | Nantua                              | CA Haut-Bugey Agglomération           | 12,83            | 3 584 (2022)                      | 279                | modifier les données · modifier les données |
| Montrevel-en-Bresse          | 01266      | 01340       | Bourg-en-Bresse | Attignat                            | CA du Bassin de Bourg-en-Bresse       | 10,27            | 2 661 (2022)                      | 259                | modifier les données · modifier les données |
| Murs-et-Gélignieux           | 01268      | 01300       | Belley          | Belley                              | CC Bugey Sud                          | 6,46             | 239 (2022)                        | 37                 | modifier les données · modifier les données |
| Nantua                       | 01269      | 01130 01460 | Nantua          | Nantua                              | CA Haut-Bugey Agglomération           | 12,79            | 3 431 (2022)                      | 268                | modifier les données · modifier les données |
| Neuville-les-Dames           | 01272      | 01400       | Bourg-en-Bresse | Châtillon-sur-Chalaronne            | CC de la Dombes                       | 26,59            | 1 540 (2022)                      | 58                 | modifier les données · modifier les données |
| Neuville-sur-Ain             | 01273      | 01160       | Nantua          | Pont-d'Ain                          | CC Rives de l'Ain - Pays du Cerdon    | 19,79            | 1 798 (2022)                      | 91                 | modifier les données · modifier les données |
| Les Neyrolles                | 01274      | 01130       | Nantua          | Nantua                              | CA Haut-Bugey Agglomération           | 9,50             | 623 (2022)                        | 66                 | modifier les données · modifier les données |
| Neyron                       | 01275      | 01700       | Bourg-en-Bresse | Miribel                             | CC de Miribel et du Plateau           | 5,36             | 2 479 (2022)                      | 463                | modifier les données · modifier les données |
| Niévroz                      | 01276      | 01120       | Bourg-en-Bresse | Miribel                             | CC de la Côtière à Montluel           | 10,46            | 1 648 (2022)                      | 158                | modifier les données · modifier les données |
| Nivigne et Suran             | 01095      | 01250       | Bourg-en-Bresse | Saint-Étienne-du-Bois               | CA du Bassin de Bourg-en-Bresse       | 30,98            | 822 (2022)                        | 27                 | modifier les données · modifier les données |
| Nivollet-Montgriffon         | 01277      | 01230       | Belley          | Ambérieu-en-Bugey                   | CC de la Plaine de l'Ain              | 8,24             | 119 (2022)                        | 14                 | modifier les données · modifier les données |
| Nurieux-Volognat             | 01267      | 01460       | Nantua          | Pont-d'Ain                          | CA Haut-Bugey Agglomération           | 19,34            | 973 (2022)                        | 50                 | modifier les données · modifier les données |
| Oncieu                       | 01279      | 01230       | Belley          | Ambérieu-en-Bugey                   | CC de la Plaine de l'Ain              | 7,76             | 72 (2022)                         | 9,3                | modifier les données · modifier les données |
| Ordonnaz                     | 01280      | 01510       | Belley          | Lagnieu                             | CC de la Plaine de l'Ain              | 14,88            | 146 (2022)                        | 9,8                | modifier les données · modifier les données |
| Ornex                        | 01281      | 01210       | Gex             | Saint-Genis-Pouilly                 | CA Pays de Gex Agglo                  | 5,64             | 4 903 (2022)                      | 869                | modifier les données · modifier les données |
| Outriaz                      | 01282      | 01430       | Nantua          | Plateau d'Hauteville                | CA Haut-Bugey Agglomération           | 5,91             | 258 (2022)                        | 44                 | modifier les données · modifier les données |
| Oyonnax                      | 01283      | 01100       | Nantua          | Oyonnax                             | CA Haut-Bugey Agglomération           | 36,18            | 22 378 (2022)                     | 619                | modifier les données · modifier les données |
| Ozan                         | 01284      | 01190       | Bourg-en-Bresse | Replonges                           | CC Bresse et Saône                    | 6,60             | 721 (2022)                        | 109                | modifier les données · modifier les données |
| Parcieux                     | 01285      | 01600       | Bourg-en-Bresse | Trévoux                             | CC Dombes Saône Vallée                | 3,14             | 1 317 (2022)                      | 419                | modifier les données · modifier les données |
| Parves et Nattages           | 01286      | 01300       | Belley          | Belley                              | CC Bugey Sud                          | 15,86            | 943 (2022)                        | 59                 | modifier les données · modifier les données |
| Péron                        | 01288      | 01630       | Gex             | Thoiry                              | CA Pays de Gex Agglo                  | 26,01            | 2 900 (2022)                      | 111                | modifier les données · modifier les données |
| Péronnas                     | 01289      | 01960       | Bourg-en-Bresse | Bourg-en-Bresse-2                   | CA du Bassin de Bourg-en-Bresse       | 17,55            | 6 437 (2022)                      | 367                | modifier les données · modifier les données |
| Pérouges                     | 01290      | 01800       | Belley          | Meximieux                           | CC de la Plaine de l'Ain              | 18,97            | 1 382 (2022)                      | 73                 | modifier les données · modifier les données |
| Perrex                       | 01291      | 01540       | Bourg-en-Bresse | Vonnas                              | CC de la Veyle                        | 11,07            | 861 (2022)                        | 78                 | modifier les données · modifier les données |
| Peyriat                      | 01293      | 01430       | Nantua          | Pont-d'Ain                          | CA Haut-Bugey Agglomération           | 5,96             | 150 (2022)                        | 25                 | modifier les données · modifier les données |
| Peyrieu                      | 01294      | 01300       | Belley          | Belley                              | CC Bugey Sud                          | 14,13            | 918 (2022)                        | 65                 | modifier les données · modifier les données |
| Peyzieux-sur-Saône           | 01295      | 01140       | Bourg-en-Bresse | Châtillon-sur-Chalaronne            | CC Val de Saône Centre                | 8,66             | 656 (2022)                        | 76                 | modifier les données · modifier les données |
| Pirajoux                     | 01296      | 01270       | Bourg-en-Bresse | Saint-Étienne-du-Bois               | CA du Bassin de Bourg-en-Bresse       | 12,99            | 400 (2022)                        | 31                 | modifier les données · modifier les données |
| Pizay                        | 01297      | 01120       | Bourg-en-Bresse | Meximieux                           | CC de la Côtière à Montluel           | 11,18            | 922 (2022)                        | 82                 | modifier les données · modifier les données |
| Plagne                       | 01298      | 01130       | Nantua          | Valserhône                          | CC Terre Valserhône l'interco         | 6,20             | 166 (2022)                        | 27                 | modifier les données · modifier les données |
| Le Plantay                   | 01299      | 01330       | Bourg-en-Bresse | Ceyzériat                           | CC de la Dombes                       | 19,96            | 569 (2022)                        | 29                 | modifier les données · modifier les données |
| Plateau d'Hauteville         | 01185      | 01110       | Belley          | Plateau d'Hauteville                | CA Haut-Bugey Agglomération           | 106,11           | 4 790 (2022)                      | 45                 | modifier les données · modifier les données |
| Le Poizat-Lalleyriat         | 01204      | 01130       | Nantua          | Nantua                              | CA Haut-Bugey Agglomération           | 33,15            | 740 (2022)                        | 22                 | modifier les données · modifier les données |
| Polliat                      | 01301      | 01310       | Bourg-en-Bresse | Attignat                            | CA du Bassin de Bourg-en-Bresse       | 20,07            | 2 694 (2022)                      | 134                | modifier les données · modifier les données |
| Pollieu                      | 01302      | 01350       | Belley          | Belley                              | CC Bugey Sud                          | 3,71             | 167 (2022)                        | 45                 | modifier les données · modifier les données |
| Poncin                       | 01303      | 01450       | Nantua          | Pont-d'Ain                          | CC Rives de l'Ain - Pays du Cerdon    | 19,77            | 1 766 (2022)                      | 89                 | modifier les données · modifier les données |
| Pont-d'Ain                   | 01304      | 01160       | Nantua          | Pont-d'Ain                          | CC Rives de l'Ain - Pays du Cerdon    | 11,22            | 2 862 (2022)                      | 255                | modifier les données · modifier les données |
| Pont-de-Vaux                 | 01305      | 01190       | Bourg-en-Bresse | Replonges                           | CC Bresse et Saône                    | 7,54             | 2 184 (2022)                      | 290                | modifier les données · modifier les données |
| Pont-de-Veyle                | 01306      | 01290       | Bourg-en-Bresse | Vonnas                              | CC de la Veyle                        | 1,94             | 1 600 (2022)                      | 825                | modifier les données · modifier les données |
| Port                         | 01307      | 01460       | Nantua          | Nantua                              | CA Haut-Bugey Agglomération           | 4,25             | 843 (2022)                        | 198                | modifier les données · modifier les données |
| Pougny                       | 01308      | 01550       | Gex             | Thoiry                              | CA Pays de Gex Agglo                  | 7,77             | 792 (2022)                        | 102                | modifier les données · modifier les données |
| Pouillat                     | 01309      | 01250       | Bourg-en-Bresse | Saint-Étienne-du-Bois               | CA du Bassin de Bourg-en-Bresse       | 6,23             | 79 (2022)                         | 13                 | modifier les données · modifier les données |
| Prémeyzel                    | 01310      | 01300       | Belley          | Belley                              | CC Bugey Sud                          | 7,63             | 245 (2022)                        | 32                 | modifier les données · modifier les données |
| Prémillieu                   | 01311      | 01110       | Belley          | Plateau d'Hauteville                | CA Haut-Bugey Agglomération           | 8,51             | 47 (2022)                         | 5,5                | modifier les données · modifier les données |
| Prévessin-Moëns              | 01313      | 01280       | Gex             | Saint-Genis-Pouilly                 | CA Pays de Gex Agglo                  | 12,07            | 9 081 (2022)                      | 752                | modifier les données · modifier les données |
| Priay                        | 01314      | 01160       | Nantua          | Pont-d'Ain                          | CC Rives de l'Ain - Pays du Cerdon    | 15,77            | 1 803 (2022)                      | 114                | modifier les données · modifier les données |
| Ramasse                      | 01317      | 01250       | Bourg-en-Bresse | Saint-Étienne-du-Bois               | CA du Bassin de Bourg-en-Bresse       | 9,86             | 332 (2022)                        | 34                 | modifier les données · modifier les données |
| Rancé                        | 01318      | 01390       | Bourg-en-Bresse | Villars-les-Dombes                  | CC Dombes Saône Vallée                | 9,53             | 760 (2022)                        | 80                 | modifier les données · modifier les données |
| Relevant                     | 01319      | 01990       | Bourg-en-Bresse | Villars-les-Dombes                  | CC de la Dombes                       | 12,38            | 467 (2022)                        | 38                 | modifier les données · modifier les données |
| Replonges                    | 01320      | 01750       | Bourg-en-Bresse | Replonges                           | CC Bresse et Saône                    | 16,60            | 3 929 (2022)                      | 237                | modifier les données · modifier les données |
| Revonnas                     | 01321      | 01250       | Bourg-en-Bresse | Ceyzériat                           | CA du Bassin de Bourg-en-Bresse       | 7,75             | 905 (2022)                        | 117                | modifier les données · modifier les données |
| Reyrieux                     | 01322      | 01600       | Bourg-en-Bresse | Trévoux                             | CC Dombes Saône Vallée                | 15,70            | 5 228 (2022)                      | 333                | modifier les données · modifier les données |
| Reyssouze                    | 01323      | 01190       | Bourg-en-Bresse | Replonges                           | CC Bresse et Saône                    | 9,54             | 1 003 (2022)                      | 105                | modifier les données · modifier les données |
| Rignieux-le-Franc            | 01325      | 01800       | Belley          | Meximieux                           | CC de la Plaine de l'Ain              | 15,02            | 1 131 (2022)                      | 75                 | modifier les données · modifier les données |
| Romans                       | 01328      | 01400       | Bourg-en-Bresse | Châtillon-sur-Chalaronne            | CC de la Dombes                       | 22,32            | 628 (2022)                        | 28                 | modifier les données · modifier les données |
| Rossillon                    | 01329      | 01510       | Belley          | Belley                              | CC Bugey Sud                          | 8,07             | 164 (2022)                        | 20                 | modifier les données · modifier les données |
| Saint-Alban                  | 01331      | 01450       | Nantua          | Pont-d'Ain                          | CC Rives de l'Ain - Pays du Cerdon    | 8,08             | 195 (2022)                        | 24                 | modifier les données · modifier les données |
| Saint-André-d'Huiriat        | 01334      | 01290       | Bourg-en-Bresse | Vonnas                              | CC de la Veyle                        | 9,00             | 671 (2022)                        | 75                 | modifier les données · modifier les données |
| Saint-André-de-Bâgé          | 01332      | 01380       | Bourg-en-Bresse | Replonges                           | CC Bresse et Saône                    | 2,70             | 819 (2022)                        | 303                | modifier les données · modifier les données |
| Saint-André-de-Corcy         | 01333      | 01390       | Bourg-en-Bresse | Villars-les-Dombes                  | CC de la Dombes                       | 20,73            | 3 369 (2022)                      | 163                | modifier les données · modifier les données |
| Saint-André-le-Bouchoux      | 01335      | 01240       | Bourg-en-Bresse | Châtillon-sur-Chalaronne            | CC de la Dombes                       | 9,32             | 427 (2022)                        | 46                 | modifier les données · modifier les données |
| Saint-André-sur-Vieux-Jonc   | 01336      | 01960       | Bourg-en-Bresse | Ceyzériat                           | CA du Bassin de Bourg-en-Bresse       | 24,22            | 1 216 (2022)                      | 50                 | modifier les données · modifier les données |
| Saint-Bénigne                | 01337      | 01190       | Bourg-en-Bresse | Replonges                           | CC Bresse et Saône                    | 16,49            | 1 351 (2022)                      | 82                 | modifier les données · modifier les données |
| Saint-Bernard                | 01339      | 01600       | Bourg-en-Bresse | Trévoux                             | CC Dombes Saône Vallée                | 3,15             | 1 544 (2022)                      | 490                | modifier les données · modifier les données |
| Saint-Cyr-sur-Menthon        | 01343      | 01380       | Bourg-en-Bresse | Vonnas                              | CC de la Veyle                        | 16,93            | 1 867 (2022)                      | 110                | modifier les données · modifier les données |
| Saint-Denis-en-Bugey         | 01345      | 01500       | Belley          | Ambérieu-en-Bugey                   | CC de la Plaine de l'Ain              | 2,61             | 2 258 (2022)                      | 865                | modifier les données · modifier les données |
| Saint-Denis-lès-Bourg        | 01344      | 01000       | Bourg-en-Bresse | Bourg-en-Bresse-2                   | CA du Bassin de Bourg-en-Bresse       | 12,58            | 6 078 (2022)                      | 483                | modifier les données · modifier les données |
| Saint-Didier-d'Aussiat       | 01346      | 01340       | Bourg-en-Bresse | Attignat                            | CA du Bassin de Bourg-en-Bresse       | 15,22            | 845 (2022)                        | 56                 | modifier les données · modifier les données |
| Saint-Didier-de-Formans      | 01347      | 01600       | Bourg-en-Bresse | Trévoux                             | CC Dombes Saône Vallée                | 6,53             | 2 176 (2022)                      | 333                | modifier les données · modifier les données |
| Saint-Didier-sur-Chalaronne  | 01348      | 01140       | Bourg-en-Bresse | Châtillon-sur-Chalaronne            | CC Val de Saône Centre                | 24,98            | 2 969 (2022)                      | 119                | modifier les données · modifier les données |
| Saint-Éloi                   | 01349      | 01800       | Belley          | Meximieux                           | CC de la Plaine de l'Ain              | 14,26            | 524 (2022)                        | 37                 | modifier les données · modifier les données |
| Saint-Étienne-du-Bois        | 01350      | 01370       | Bourg-en-Bresse | Saint-Étienne-du-Bois               | CA du Bassin de Bourg-en-Bresse       | 28,38            | 2 569 (2022)                      | 91                 | modifier les données · modifier les données |
| Saint-Étienne-sur-Chalaronne | 01351      | 01140       | Bourg-en-Bresse | Châtillon-sur-Chalaronne            | CC Val de Saône Centre                | 20,99            | 1 625 (2022)                      | 77                 | modifier les données · modifier les données |
| Saint-Étienne-sur-Reyssouze  | 01352      | 01190       | Bourg-en-Bresse | Replonges                           | CC Bresse et Saône                    | 13,82            | 576 (2022)                        | 42                 | modifier les données · modifier les données |
| Saint-Genis-Pouilly          | 01354      | 01630       | Gex             | Saint-Genis-Pouilly                 | CA Pays de Gex Agglo                  | 9,77             | 14 584 (2022)                     | 1 493              | modifier les données · modifier les données |
| Saint-Genis-sur-Menthon      | 01355      | 01380       | Bourg-en-Bresse | Vonnas                              | CC de la Veyle                        | 11,55            | 488 (2022)                        | 42                 | modifier les données · modifier les données |
| Saint-Georges-sur-Renon      | 01356      | 01400       | Bourg-en-Bresse | Châtillon-sur-Chalaronne            | CC de la Dombes                       | 5,66             | 214 (2022)                        | 38                 | modifier les données · modifier les données |
| Saint-Germain-de-Joux        | 01357      | 01130       | Nantua          | Valserhône                          | CC Terre Valserhône l'interco         | 11,27            | 505 (2022)                        | 45                 | modifier les données · modifier les données |
| Saint-Germain-les-Paroisses  | 01358      | 01300       | Belley          | Belley                              | CC Bugey Sud                          | 16,27            | 423 (2022)                        | 26                 | modifier les données · modifier les données |
| Saint-Germain-sur-Renon      | 01359      | 01240       | Bourg-en-Bresse | Châtillon-sur-Chalaronne            | CC de la Dombes                       | 15,80            | 262 (2022)                        | 17                 | modifier les données · modifier les données |
| Saint-Jean-de-Gonville       | 01360      | 01630       | Gex             | Thoiry                              | CA Pays de Gex Agglo                  | 12,36            | 2 042 (2022)                      | 165                | modifier les données · modifier les données |
| Saint-Jean-de-Niost          | 01361      | 01800       | Belley          | Lagnieu                             | CC de la Plaine de l'Ain              | 14,19            | 1 862 (2022)                      | 131                | modifier les données · modifier les données |
| Saint-Jean-de-Thurigneux     | 01362      | 01390       | Bourg-en-Bresse | Villars-les-Dombes                  | CC Dombes Saône Vallée                | 16,00            | 850 (2022)                        | 53                 | modifier les données · modifier les données |
| Saint-Jean-le-Vieux          | 01363      | 01640       | Nantua          | Pont-d'Ain                          | CC Rives de l'Ain - Pays du Cerdon    | 15,33            | 1 799 (2022)                      | 117                | modifier les données · modifier les données |
| Saint-Jean-sur-Reyssouze     | 01364      | 01560       | Bourg-en-Bresse | Replonges                           | CA du Bassin de Bourg-en-Bresse       | 27,48            | 764 (2022)                        | 28                 | modifier les données · modifier les données |
| Saint-Jean-sur-Veyle         | 01365      | 01290       | Bourg-en-Bresse | Vonnas                              | CC de la Veyle                        | 11,21            | 1 154 (2022)                      | 103                | modifier les données · modifier les données |
| Saint-Julien-sur-Reyssouze   | 01367      | 01560       | Bourg-en-Bresse | Replonges                           | CA du Bassin de Bourg-en-Bresse       | 7,52             | 687 (2022)                        | 91                 | modifier les données · modifier les données |
| Saint-Julien-sur-Veyle       | 01368      | 01540       | Bourg-en-Bresse | Vonnas                              | CC de la Veyle                        | 9,84             | 853 (2022)                        | 87                 | modifier les données · modifier les données |
| Saint-Just                   | 01369      | 01250       | Bourg-en-Bresse | Ceyzériat                           | CA du Bassin de Bourg-en-Bresse       | 3,38             | 953 (2022)                        | 282                | modifier les données · modifier les données |
| Saint-Laurent-sur-Saône      | 01370      | 01750       | Bourg-en-Bresse | Vonnas                              | CA Mâconnais Beaujolais Agglomération | 0,53             | 1 735 (2022)                      | 3 274              | modifier les données · modifier les données |
| Saint-Marcel                 | 01371      | 01390       | Bourg-en-Bresse | Villars-les-Dombes                  | CC de la Dombes                       | 11,64            | 1 300 (2022)                      | 112                | modifier les données · modifier les données |
| Saint-Martin-de-Bavel        | 01372      | 01510       | Belley          | Belley                              | CC Bugey Sud                          | 8,50             | 431 (2022)                        | 51                 | modifier les données · modifier les données |
| Saint-Martin-du-Frêne        | 01373      | 01430       | Nantua          | Nantua                              | CA Haut-Bugey Agglomération           | 19,14            | 1 027 (2022)                      | 54                 | modifier les données · modifier les données |
| Saint-Martin-du-Mont         | 01374      | 01160       | Bourg-en-Bresse | Ceyzériat                           | CA du Bassin de Bourg-en-Bresse       | 28,09            | 1 953 (2022)                      | 70                 | modifier les données · modifier les données |
| Saint-Martin-le-Châtel       | 01375      | 01310       | Bourg-en-Bresse | Attignat                            | CA du Bassin de Bourg-en-Bresse       | 12,77            | 784 (2022)                        | 61                 | modifier les données · modifier les données |
| Saint-Maurice-de-Beynost     | 01376      | 01700       | Bourg-en-Bresse | Miribel                             | CC de Miribel et du Plateau           | 6,99             | 4 243 (2022)                      | 607                | modifier les données · modifier les données |
| Saint-Maurice-de-Gourdans    | 01378      | 01800       | Belley          | Lagnieu                             | CC de la Plaine de l'Ain              | 25,39            | 2 826 (2022)                      | 111                | modifier les données · modifier les données |
| Saint-Maurice-de-Rémens      | 01379      | 01500       | Belley          | Ambérieu-en-Bugey                   | CC de la Plaine de l'Ain              | 10,35            | 758 (2022)                        | 73                 | modifier les données · modifier les données |
| Saint-Nizier-le-Bouchoux     | 01380      | 01560       | Bourg-en-Bresse | Replonges                           | CA du Bassin de Bourg-en-Bresse       | 28,30            | 589 (2022)                        | 21                 | modifier les données · modifier les données |
| Saint-Nizier-le-Désert       | 01381      | 01320       | Bourg-en-Bresse | Ceyzériat                           | CC de la Dombes                       | 24,96            | 922 (2022)                        | 37                 | modifier les données · modifier les données |
| Saint-Paul-de-Varax          | 01383      | 01240       | Bourg-en-Bresse | Châtillon-sur-Chalaronne            | CC de la Dombes                       | 25,97            | 1 637 (2022)                      | 63                 | modifier les données · modifier les données |
| Saint-Rambert-en-Bugey       | 01384      | 01230       | Belley          | Ambérieu-en-Bugey                   | CC de la Plaine de l'Ain              | 28,55            | 2 179 (2022)                      | 76                 | modifier les données · modifier les données |
| Saint-Rémy                   | 01385      | 01310       | Bourg-en-Bresse | Bourg-en-Bresse-2                   | CA du Bassin de Bourg-en-Bresse       | 7,38             | 922 (2022)                        | 125                | modifier les données · modifier les données |
| Saint-Sorlin-en-Bugey        | 01386      | 01150       | Belley          | Lagnieu                             | CC de la Plaine de l'Ain              | 9,07             | 1 140 (2022)                      | 126                | modifier les données · modifier les données |
| Saint-Sulpice                | 01387      | 01340       | Bourg-en-Bresse | Attignat                            | CA du Bassin de Bourg-en-Bresse       | 5,26             | 259 (2022)                        | 49                 | modifier les données · modifier les données |
| Saint-Trivier-de-Courtes     | 01388      | 01560       | Bourg-en-Bresse | Replonges                           | CA du Bassin de Bourg-en-Bresse       | 16,53            | 1 122 (2022)                      | 68                 | modifier les données · modifier les données |
| Saint-Trivier-sur-Moignans   | 01389      | 01990       | Bourg-en-Bresse | Villars-les-Dombes                  | CC de la Dombes                       | 41,99            | 1 910 (2022)                      | 45                 | modifier les données · modifier les données |
| Saint-Vulbas                 | 01390      | 01150       | Belley          | Lagnieu                             | CC de la Plaine de l'Ain              | 21,44            | 1 229 (2022)                      | 57                 | modifier les données · modifier les données |
| Sainte-Croix                 | 01342      | 01120       | Bourg-en-Bresse | Meximieux                           | CC de la Côtière à Montluel           | 10,62            | 548 (2022)                        | 52                 | modifier les données · modifier les données |
| Sainte-Euphémie              | 01353      | 01600       | Bourg-en-Bresse | Trévoux                             | CC Dombes Saône Vallée                | 4,61             | 1 741 (2022)                      | 378                | modifier les données · modifier les données |
| Sainte-Julie                 | 01366      | 01150       | Belley          | Lagnieu                             | CC de la Plaine de l'Ain              | 11,15            | 1 092 (2022)                      | 98                 | modifier les données · modifier les données |
| Sainte-Olive                 | 01382      | 01330       | Bourg-en-Bresse | Villars-les-Dombes                  | CC de la Dombes                       | 7,39             | 357 (2022)                        | 48                 | modifier les données · modifier les données |
| Salavre                      | 01391      | 01270       | Bourg-en-Bresse | Saint-Étienne-du-Bois               | CA du Bassin de Bourg-en-Bresse       | 7,77             | 295 (2022)                        | 38                 | modifier les données · modifier les données |
| Samognat                     | 01392      | 01580       | Nantua          | Pont-d'Ain                          | CA Haut-Bugey Agglomération           | 14,01            | 645 (2022)                        | 46                 | modifier les données · modifier les données |
| Sandrans                     | 01393      | 01400       | Bourg-en-Bresse | Châtillon-sur-Chalaronne            | CC de la Dombes                       | 29,02            | 578 (2022)                        | 20                 | modifier les données · modifier les données |
| Sault-Brénaz                 | 01396      | 01150       | Belley          | Lagnieu                             | CC de la Plaine de l'Ain              | 5,61             | 1 007 (2022)                      | 180                | modifier les données · modifier les données |
| Sauverny                     | 01397      | 01220       | Gex             | Gex                                 | CA Pays de Gex Agglo                  | 1,89             | 1 003 (2022)                      | 531                | modifier les données · modifier les données |
| Savigneux                    | 01398      | 01480       | Bourg-en-Bresse | Villars-les-Dombes                  | CC Dombes Saône Vallée                | 14,75            | 1 459 (2022)                      | 99                 | modifier les données · modifier les données |
| Ségny                        | 01399      | 01170       | Gex             | Thoiry                              | CA Pays de Gex Agglo                  | 3,24             | 2 676 (2022)                      | 826                | modifier les données · modifier les données |
| Seillonnaz                   | 01400      | 01470       | Belley          | Lagnieu                             | CC de la Plaine de l'Ain              | 9,59             | 136 (2022)                        | 14                 | modifier les données · modifier les données |
| Sergy                        | 01401      | 01630       | Gex             | Thoiry                              | CA Pays de Gex Agglo                  | 9,46             | 2 279 (2022)                      | 241                | modifier les données · modifier les données |
| Sermoyer                     | 01402      | 01190       | Bourg-en-Bresse | Replonges                           | CC Bresse et Saône                    | 16,70            | 659 (2022)                        | 39                 | modifier les données · modifier les données |
| Serrières-de-Briord          | 01403      | 01470       | Belley          | Lagnieu                             | CC de la Plaine de l'Ain              | 8,03             | 1 329 (2022)                      | 166                | modifier les données · modifier les données |
| Serrières-sur-Ain            | 01404      | 01450       | Nantua          | Pont-d'Ain                          | CC Rives de l'Ain - Pays du Cerdon    | 8,18             | 135 (2022)                        | 17                 | modifier les données · modifier les données |
| Servas                       | 01405      | 01960       | Bourg-en-Bresse | Ceyzériat                           | CA du Bassin de Bourg-en-Bresse       | 13,05            | 1 287 (2022)                      | 99                 | modifier les données · modifier les données |
| Servignat                    | 01406      | 01560       | Bourg-en-Bresse | Replonges                           | CA du Bassin de Bourg-en-Bresse       | 7,99             | 180 (2022)                        | 23                 | modifier les données · modifier les données |
| Seyssel                      | 01407      | 01420       | Belley          | Plateau d'Hauteville                | CC Usses et Rhône                     | 2,40             | 997 (2022)                        | 415                | modifier les données · modifier les données |
| Simandre-sur-Suran           | 01408      | 01250       | Bourg-en-Bresse | Saint-Étienne-du-Bois               | CA du Bassin de Bourg-en-Bresse       | 16,30            | 664 (2022)                        | 41                 | modifier les données · modifier les données |
| Sonthonnax-la-Montagne       | 01410      | 01580       | Nantua          | Pont-d'Ain                          | CA Haut-Bugey Agglomération           | 14,14            | 287 (2022)                        | 20                 | modifier les données · modifier les données |
| Souclin                      | 01411      | 01150       | Belley          | Lagnieu                             | CC de la Plaine de l'Ain              | 13,19            | 263 (2022)                        | 20                 | modifier les données · modifier les données |
| Sulignat                     | 01412      | 01400       | Bourg-en-Bresse | Châtillon-sur-Chalaronne            | CC de la Dombes                       | 10,80            | 605 (2022)                        | 56                 | modifier les données · modifier les données |
| Surjoux-Lhopital             | 01215      | 01420       | Nantua          | Valserhône                          | CC Terre Valserhône l'interco         | 7,99             | 140 (2022)                        | 18                 | modifier les données · modifier les données |
| Talissieu                    | 01415      | 01510       | Belley          | Plateau d'Hauteville                | CC Bugey Sud                          | 4,80             | 514 (2022)                        | 107                | modifier les données · modifier les données |
| Tenay                        | 01416      | 01230       | Belley          | Plateau d'Hauteville                | CC de la Plaine de l'Ain              | 13,12            | 1 024 (2022)                      | 78                 | modifier les données · modifier les données |
| Thil                         | 01418      | 01120       | Bourg-en-Bresse | Miribel                             | CC de Miribel et du Plateau           | 5,15             | 1 208 (2022)                      | 235                | modifier les données · modifier les données |
| Thoiry                       | 01419      | 01710       | Gex             | Thoiry                              | CA Pays de Gex Agglo                  | 28,93            | 6 356 (2022)                      | 220                | modifier les données · modifier les données |
| Thoissey                     | 01420      | 01140       | Bourg-en-Bresse | Châtillon-sur-Chalaronne            | CC Val de Saône Centre                | 1,34             | 1 644 (2022)                      | 1 227              | modifier les données · modifier les données |
| Torcieu                      | 01421      | 01230       | Belley          | Ambérieu-en-Bugey                   | CC de la Plaine de l'Ain              | 10,72            | 744 (2022)                        | 69                 | modifier les données · modifier les données |
| Tossiat                      | 01422      | 01250       | Bourg-en-Bresse | Ceyzériat                           | CA du Bassin de Bourg-en-Bresse       | 10,17            | 1 389 (2022)                      | 137                | modifier les données · modifier les données |
| Toussieux                    | 01423      | 01600       | Bourg-en-Bresse | Trévoux                             | CC Dombes Saône Vallée                | 4,74             | 1 228 (2022)                      | 259                | modifier les données · modifier les données |
| Tramoyes                     | 01424      | 01390       | Bourg-en-Bresse | Miribel                             | CC de Miribel et du Plateau           | 12,93            | 1 845 (2022)                      | 143                | modifier les données · modifier les données |
| La Tranclière                | 01425      | 01160       | Bourg-en-Bresse | Ceyzériat                           | CA du Bassin de Bourg-en-Bresse       | 14,75            | 288 (2022)                        | 20                 | modifier les données · modifier les données |
| Trévoux                      | 01427      | 01600       | Bourg-en-Bresse | Trévoux                             | CC Dombes Saône Vallée                | 5,71             | 6 931 (2022)                      | 1 214              | modifier les données · modifier les données |
| Val-Revermont                | 01426      | 01370       | Bourg-en-Bresse | Saint-Étienne-du-Bois               | CA du Bassin de Bourg-en-Bresse       | 45,42            | 2 494 (2022)                      | 55                 | modifier les données · modifier les données |
| Valeins                      | 01428      | 01140       | Bourg-en-Bresse | Châtillon-sur-Chalaronne            | CC de la Dombes                       | 4,36             | 131 (2022)                        | 30                 | modifier les données · modifier les données |
| Valromey-sur-Séran           | 01036      | 01260       | Belley          | Plateau d'Hauteville                | CC Bugey Sud                          | 56,71            | 1 350 (2022)                      | 24                 | modifier les données · modifier les données |
| Valserhône                   | 01033      | 01200       | Nantua          | Valserhône                          | CC Terre Valserhône l'interco         | 62,53            | 16 162 (2022)                     | 258                | modifier les données · modifier les données |
| Vandeins                     | 01429      | 01660       | Bourg-en-Bresse | Attignat                            | CA du Bassin de Bourg-en-Bresse       | 9,40             | 725 (2022)                        | 77                 | modifier les données · modifier les données |
| Varambon                     | 01430      | 01160       | Nantua          | Pont-d'Ain                          | CC Rives de l'Ain - Pays du Cerdon    | 7,99             | 664 (2022)                        | 83                 | modifier les données · modifier les données |
| Vaux-en-Bugey                | 01431      | 01150       | Belley          | Ambérieu-en-Bugey                   | CC de la Plaine de l'Ain              | 8,22             | 1 218 (2022)                      | 148                | modifier les données · modifier les données |
| Verjon                       | 01432      | 01270       | Bourg-en-Bresse | Saint-Étienne-du-Bois               | CA du Bassin de Bourg-en-Bresse       | 5,11             | 343 (2022)                        | 67                 | modifier les données · modifier les données |
| Vernoux                      | 01433      | 01560       | Bourg-en-Bresse | Replonges                           | CA du Bassin de Bourg-en-Bresse       | 10,20            | 296 (2022)                        | 29                 | modifier les données · modifier les données |
| Versailleux                  | 01434      | 01330       | Bourg-en-Bresse | Ceyzériat                           | CC de la Dombes                       | 18,77            | 500 (2022)                        | 27                 | modifier les données · modifier les données |
| Versonnex                    | 01435      | 01210       | Gex             | Gex                                 | CA Pays de Gex Agglo                  | 5,89             | 2 222 (2022)                      | 377                | modifier les données · modifier les données |
| Vesancy                      | 01436      | 01170       | Gex             | Gex                                 | CA Pays de Gex Agglo                  | 10,70            | 513 (2022)                        | 48                 | modifier les données · modifier les données |
| Vescours                     | 01437      | 01560       | Bourg-en-Bresse | Replonges                           | CA du Bassin de Bourg-en-Bresse       | 12,48            | 215 (2022)                        | 17                 | modifier les données · modifier les données |
| Vésines                      | 01439      | 01570       | Bourg-en-Bresse | Replonges                           | CC Bresse et Saône                    | 3,88             | 97 (2022)                         | 25                 | modifier les données · modifier les données |
| Vieu-d'Izenave               | 01441      | 01430       | Nantua          | Plateau d'Hauteville                | CA Haut-Bugey Agglomération           | 23,73            | 727 (2022)                        | 31                 | modifier les données · modifier les données |
| Villars-les-Dombes           | 01443      | 01330       | Bourg-en-Bresse | Villars-les-Dombes                  | CC de la Dombes                       | 24,65            | 5 059 (2022)                      | 205                | modifier les données · modifier les données |
| Villebois                    | 01444      | 01150       | Belley          | Lagnieu                             | CC de la Plaine de l'Ain              | 14,46            | 1 200 (2022)                      | 83                 | modifier les données · modifier les données |
| Villemotier                  | 01445      | 01270       | Bourg-en-Bresse | Saint-Étienne-du-Bois               | CA du Bassin de Bourg-en-Bresse       | 13,86            | 607 (2022)                        | 44                 | modifier les données · modifier les données |
| Villeneuve                   | 01446      | 01480       | Bourg-en-Bresse | Villars-les-Dombes                  | CC Dombes Saône Vallée                | 26,79            | 1 603 (2022)                      | 60                 | modifier les données · modifier les données |
| Villereversure               | 01447      | 01250       | Bourg-en-Bresse | Saint-Étienne-du-Bois               | CA du Bassin de Bourg-en-Bresse       | 17,45            | 1 391 (2022)                      | 80                 | modifier les données · modifier les données |
| Villes                       | 01448      | 01200       | Nantua          | Valserhône                          | CC Terre Valserhône l'interco         | 9,21             | 390 (2022)                        | 42                 | modifier les données · modifier les données |
| Villette-sur-Ain             | 01449      | 01320       | Bourg-en-Bresse | Ceyzériat                           | CC de la Dombes                       | 19,38            | 763 (2022)                        | 39                 | modifier les données · modifier les données |
| Villieu-Loyes-Mollon         | 01450      | 01800       | Belley          | Lagnieu                             | CC de la Plaine de l'Ain              | 15,91            | 3 831 (2022)                      | 241                | modifier les données · modifier les données |
| Viriat                       | 01451      | 01440       | Bourg-en-Bresse | Bourg-en-Bresse-1                   | CA du Bassin de Bourg-en-Bresse       | 45,03            | 6 955 (2022)                      | 154                | modifier les données · modifier les données |
| Virieu-le-Grand              | 01452      | 01510       | Belley          | Belley                              | CC Bugey Sud                          | 12,55            | 1 110 (2022)                      | 88                 | modifier les données · modifier les données |
| Virignin                     | 01454      | 01300       | Belley          | Belley                              | CC Bugey Sud                          | 7,88             | 1 122 (2022)                      | 142                | modifier les données · modifier les données |
| Vongnes                      | 01456      | 01350       | Belley          | Belley                              | CC Bugey Sud                          | 2,05             | 71 (2022)                         | 35                 | modifier les données · modifier les données |
| Vonnas                       | 01457      | 01540       | Bourg-en-Bresse | Vonnas                              | CC de la Veyle                        | 17,81            | 3 233 (2022)                      | 182                | modifier les données · modifier les données |
| Ain                          | 01         |             |                 |                                     |                                       | 5 762,00         | 671 289 (2022)                    | 117                | modifier les données                        |